# Begīm Āghā
Begīm Āghā (persiska: بِگيم آقا, بِيگُم آقا, بَگُم آقا, بَگُم, بگیم آغا, Begīm Āqā) är en ort i Iran.   Den ligger i provinsen Zanjan, i den nordvästra delen av landet, 270 km väster om huvudstaden Teheran. Begīm Āghā ligger 1 877 meter över havet och antalet invånare är 287.
Terrängen runt Begīm Āghā är kuperad åt nordost, men åt sydväst är den platt. Terrängen runt Begīm Āghā sluttar västerut. Runt Begīm Āghā är det ganska glesbefolkat, med 34 invånare per kvadratkilometer. Närmaste större samhälle är Sohrevard, 18,1 km norr om Begīm Āghā. Trakten runt Begīm Āghā består i huvudsak av gräsmarker.